# Сент Винсент и Гренадини на Светском првенству у атлетици на отвореном 2022.
Сент Винсент и Гренадини су на 18. Светском првенству у атлетици на отвореном 2022. одржаном у Јуџину  од 15. до 25. јула учествовали осаммнаести пут, односно, учествовали су на свим првенствима до данас. Репрезентацију Сент Винсента и Гренадина представљала је једна атлетичарка која се такмичила у трци на 800 метара.,.
На овом првенству такмичарка Сент Винсента и Гренадина није освојила ниједну медаљу, нити је остварила неки резултат.

## Учесници
Жене:
- Шафика Мелони — 800 м

## Резултати

### Жене
| Атлетичарка   | Дисциплина | Лични рекорд | Квалификације | Квалификације | Полуфинале            | Полуфинале            | Финале                | Финале  | Детаљи |
| Атлетичарка   | Дисциплина | Лични рекорд | Резултат      | Место         | Резултат              | Место                 | Резултат              | Место   | Детаљи |
| ------------- | ---------- | ------------ | ------------- | ------------- | --------------------- | --------------------- | --------------------- | ------- | ------ |
| Шафика Мелони | 800 м      | 2:01,58      | 2:03,00       | 6. у гр. 4    | Није се квалификовала | Није се квалификовала | Није се квалификовала | 35 / 45 |        |